# یودر (ایندیانا)
یودر (به انگلیسی: Yoder) یک منطقهٔ مسکونی در ایالات متحده آمریکا است که در شهرستان آلن، ایندیانا واقع شده‌است. یودر ۲۴۶٫۸۹ متر بالاتر از سطح دریا واقع شده‌است.